# Calotes ceylonensis
Calotes ceylonensis là một loài thằn lằn trong họ Agamidae. Loài này được Müller mô tả khoa học đầu tiên năm 1887.

## Hình ảnh

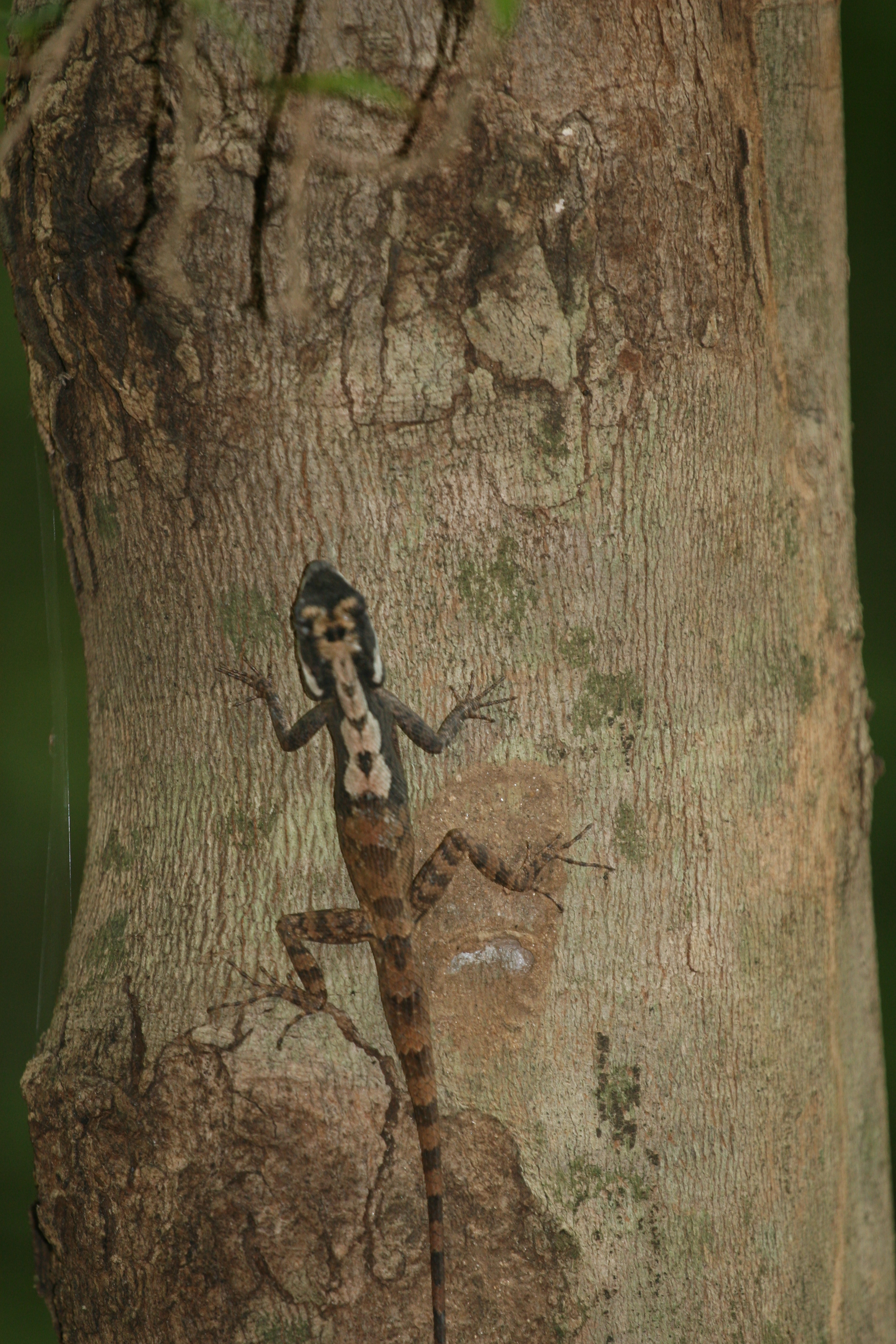
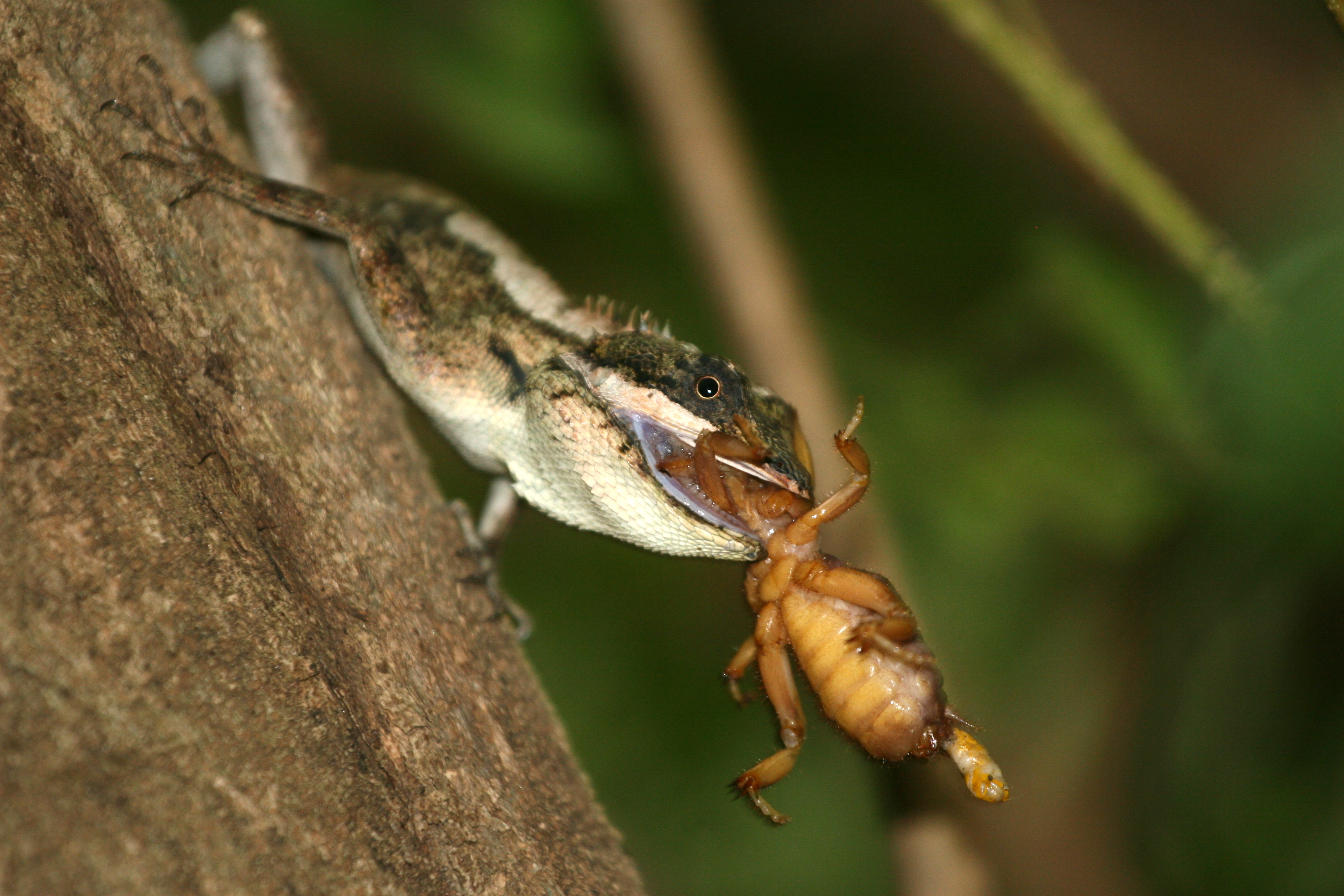